# 萨沃奈
萨沃奈（法語：Savenay，法語發音：[sav(ə)nɛ] ⓘ），法国西部城市，卢瓦尔河地区大区大西洋卢瓦尔省的一个市镇，隶属于圣纳泽尔区，是河口与斜谷市镇公共社区的驻地，其市镇面积为26平方公里，2022年1月1日时人口数量为9,465人，在法国城市中排名第1,187位。
萨沃奈位于大西洋卢瓦尔省西部，是一个区域性的中心城市。萨沃奈历史上长期为一处庄园领地，法国大革命市区因同名战役而闻名，工业革命时期成为重要的铁路中转站，现有三条铁路在此交汇，同时也是一个公路枢纽。

## 地名来源
萨沃奈一名最初于中世纪中期以的形式被记载，其中后缀为拉丁语常见后缀，意为“领地”。
“萨沃奈”在布列塔尼语中写作。

## 历史

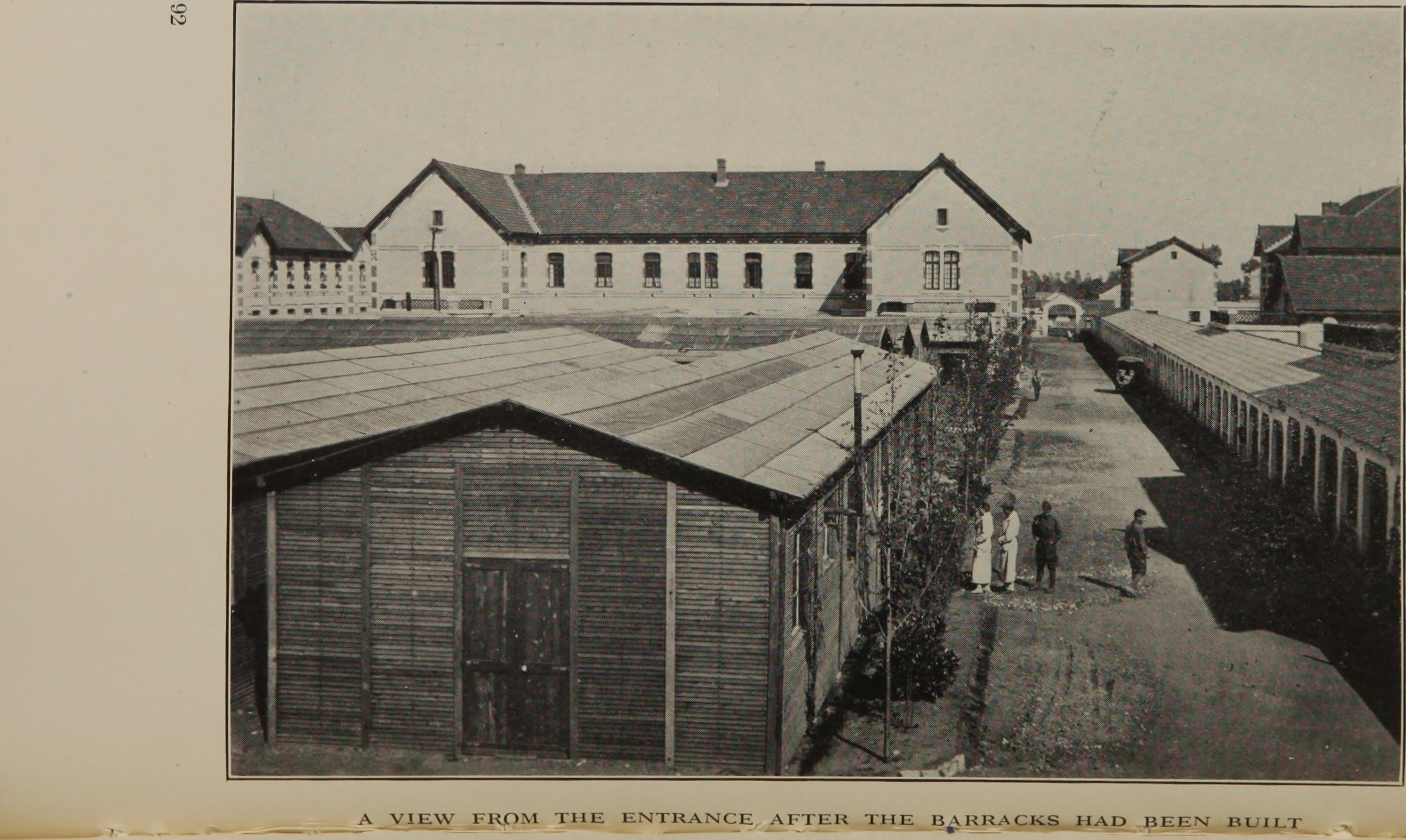
20世纪初的萨沃奈医院

萨沃奈所处区域曾有新石器时期的人类活动遗迹，高卢时期为纳内特人的活动范围。“萨沃奈”公元九世纪在勒东修道院（Abbaye de Redon）的宗教手记中被提及（一说为10世纪）。1060年，当地出现了一处教堂。中世纪中后期，萨沃奈成为拉罗什贝尔纳家族的一处领地，该家族的一个分支——萨沃奈地区拉罗什（la Roche-en-Savenay）自14世纪起成为当地的封建庄园主，后被图阿尔、拉瓦尔等家族继承。法国大革命期间，萨沃奈发生了血腥的暴乱，1793年12月23日的萨沃奈战役是这一地区法国大革命时期的一场决定性战役，保皇党的反革命势力在这场战斗中被彻底击垮。此后，萨沃奈成为大西洋卢瓦尔省的一个市镇，自1800年起成为一个副省会。百日王朝期间，萨沃奈的保皇派势力曾一度再次兴起。工业革命期间，萨沃奈成为一个铁路枢纽。1868年，副省会政府迁至圣纳泽尔。一战时期，萨沃奈曾建有军事医院。二战时期，萨沃奈被纳粹控制，德意志国防军在此建立代号为的集中营。战后，萨沃奈逐渐发展成为南特的一个西部远郊卫星城。

## 地理

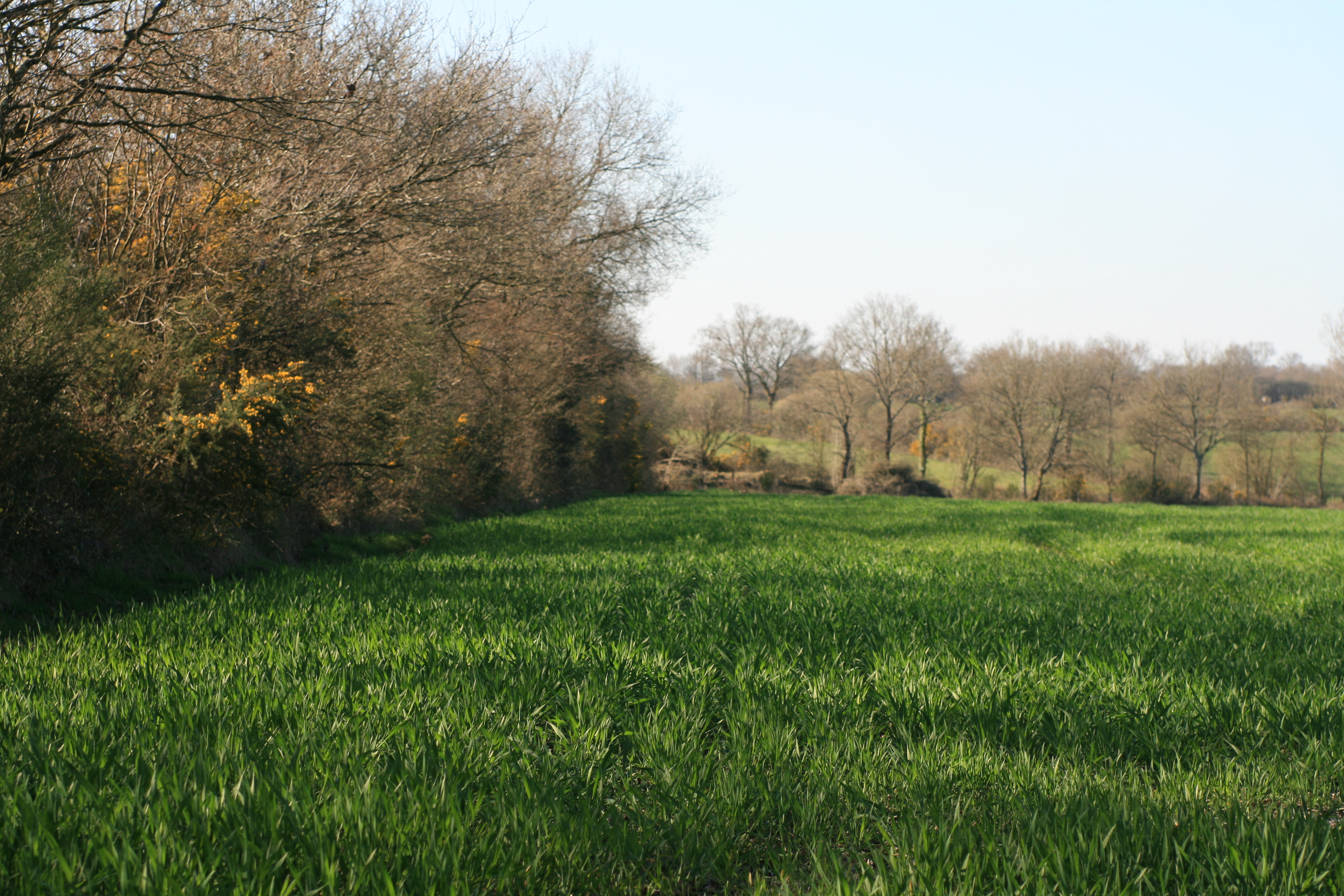
萨沃奈境内的一处草地

萨沃奈位于法国西部，卢瓦尔河地区大区西部和大西洋卢瓦尔省中西部，距离省会南特大约36公里。与萨沃奈接壤的市镇包括：康邦、布埃、布夫龙、拉沙佩勒洛奈、布列塔尼地区费、卢瓦尔河畔拉沃、马尔维尔。

### 地形
萨沃奈坐落在布列塔尼斜谷（这条斜谷定义了布列塔尼地区的南北分界线），其地貌特征为俯瞰卢瓦尔河沼泽的斜坡。境内地势南低北高，市中心地形相对平坦，全境海拔在0到86米之间。

### 水文
萨沃奈整体位于卢瓦尔北岸，其南侧为低地滩涂地区，水网发达。此外境内东侧有马比耶河谷湖（Lac de la Vallée de Mabille）。

### 植被
萨沃奈属于温带常绿林区，市区东侧有大片林地分布。

### 气候
与大西洋卢瓦尔省的其它地区一样，萨沃奈在柯本气候分类法中属于温带海洋性气候。卢瓦尔河口湿地对其气候有着显著的影响。该地冬季温和，气温在3至10摄氏度之间；夏季凉爽，气温在12至24摄氏度之间。极少降雪，多雨（每年降水113天），平均年降水量约743毫米，但每年的降水情况差异很大。年平均日照为2,621小时。由于布列塔尼斜谷的存在，区域气候差异明显，沼泽地区的平均气温较低，冬季往往被雾气覆盖。
萨沃奈附近的布列塔尼地区蒙图瓦尔设有气象站，以下为该气象站的数据：
| 萨沃奈1981年－2019年 | 萨沃奈1981年－2019年 | 萨沃奈1981年－2019年 | 萨沃奈1981年－2019年 | 萨沃奈1981年－2019年 | 萨沃奈1981年－2019年 | 萨沃奈1981年－2019年 | 萨沃奈1981年－2019年 | 萨沃奈1981年－2019年 | 萨沃奈1981年－2019年 | 萨沃奈1981年－2019年 | 萨沃奈1981年－2019年 | 萨沃奈1981年－2019年 | 萨沃奈1981年－2019年 |
| 月份                 | 1月                  | 2月                  | 3月                  | 4月                  | 5月                  | 6月                  | 7月                  | 8月                  | 9月                  | 10月                 | 11月                 | 12月                 | 全年                 |
| -------------------- | -------------------- | -------------------- | -------------------- | -------------------- | -------------------- | -------------------- | -------------------- | -------------------- | -------------------- | -------------------- | -------------------- | -------------------- | -------------------- |
| 历史最高温 °C（°F）  | 16.8 (62.2)          | 20.7 (69.3)          | 23.5 (74.3)          | 27.5 (81.5)          | 31.2 (88.2)          | 37.2 (99.0)          | 36.2 (97.2)          | 38.4 (101.1)         | 32.8 (91.0)          | 28 (82)              | 20.9 (69.6)          | 16.9 (62.4)          | 38.4 (101.1)         |
| 平均高温 °C（°F）    | 9.3 (48.7)           | 9.9 (49.8)           | 12.8 (55.0)          | 15.2 (59.4)          | 18.8 (65.8)          | 22.3 (72.1)          | 24.4 (75.9)          | 24.5 (76.1)          | 21.8 (71.2)          | 17.4 (63.3)          | 12.7 (54.9)          | 9.7 (49.5)           | 16.6 (61.8)          |
| 日均气温 °C（°F）    | 6.3 (43.3)           | 6.5 (43.7)           | 8.9 (48.0)           | 10.8 (51.4)          | 14.3 (57.7)          | 17.2 (63.0)          | 19.2 (66.6)          | 19.1 (66.4)          | 16.6 (61.9)          | 13.3 (55.9)          | 9.2 (48.6)           | 6.6 (43.9)           | 12.3 (54.2)          |
| 平均低温 °C（°F）    | 3.4 (38.1)           | 3.0 (37.4)           | 5.0 (41.0)           | 6.3 (43.3)           | 9.7 (49.5)           | 12.2 (54.0)          | 14.0 (57.2)          | 13.7 (56.7)          | 11.4 (52.5)          | 9.3 (48.7)           | 5.7 (42.3)           | 3.5 (38.3)           | 8.1 (46.6)           |
| 历史最低温 °C（°F）  | −13.8 (7.2)          | −13.7 (7.3)          | −9.4 (15.1)          | −3 (27)              | −0.9 (30.4)          | 2 (36)               | 6.5 (43.7)           | 4.7 (40.5)           | 1.1 (34.0)           | −5.9 (21.4)          | −7.9 (17.8)          | −10.6 (12.9)         | −13.8 (7.2)          |
| 平均降水量 mm（）    | 81.5 (3.21)          | 64.3 (2.53)          | 56.2 (2.21)          | 56.8 (2.24)          | 65.8 (2.59)          | 38.9 (1.53)          | 39.6 (1.56)          | 34.5 (1.36)          | 68.3 (2.69)          | 94.1 (3.70)          | 85.2 (3.35)          | 89.2 (3.51)          | 774.4 (30.48)        |
| 月均日照時數         | 72.8                 | 102                  | 148.7                | 174.5                | 206.8                | 232.9                | 233.1                | 233.9                | 197.7                | 127.9                | 89.8                 | 72.4                 | 1,892.5              |
| 来源：infoclimat.fr  |                      |                      |                      |                      |                      |                      |                      |                      |                      |                      |                      |                      |                      |

## 行政区划
萨沃奈是法国卢瓦尔河地区大区大西洋卢瓦尔省的一个市镇，编号为44195。萨沃奈隶属于圣纳泽尔区、布兰县和大西洋卢瓦尔省第八选区，同时也是河口与斜谷市镇公共社区的办公驻地。
法国国家统计与经济研究所（简称）在进行数据统计时，将萨沃奈及相邻的拉沙佩勒洛奈设为萨沃奈城市核心区，并将包括核心区在内的周边共计108个市镇划入南特城市区。此外，将萨沃奈市镇整体划为一个“块区”（IRIS）。

## 交通

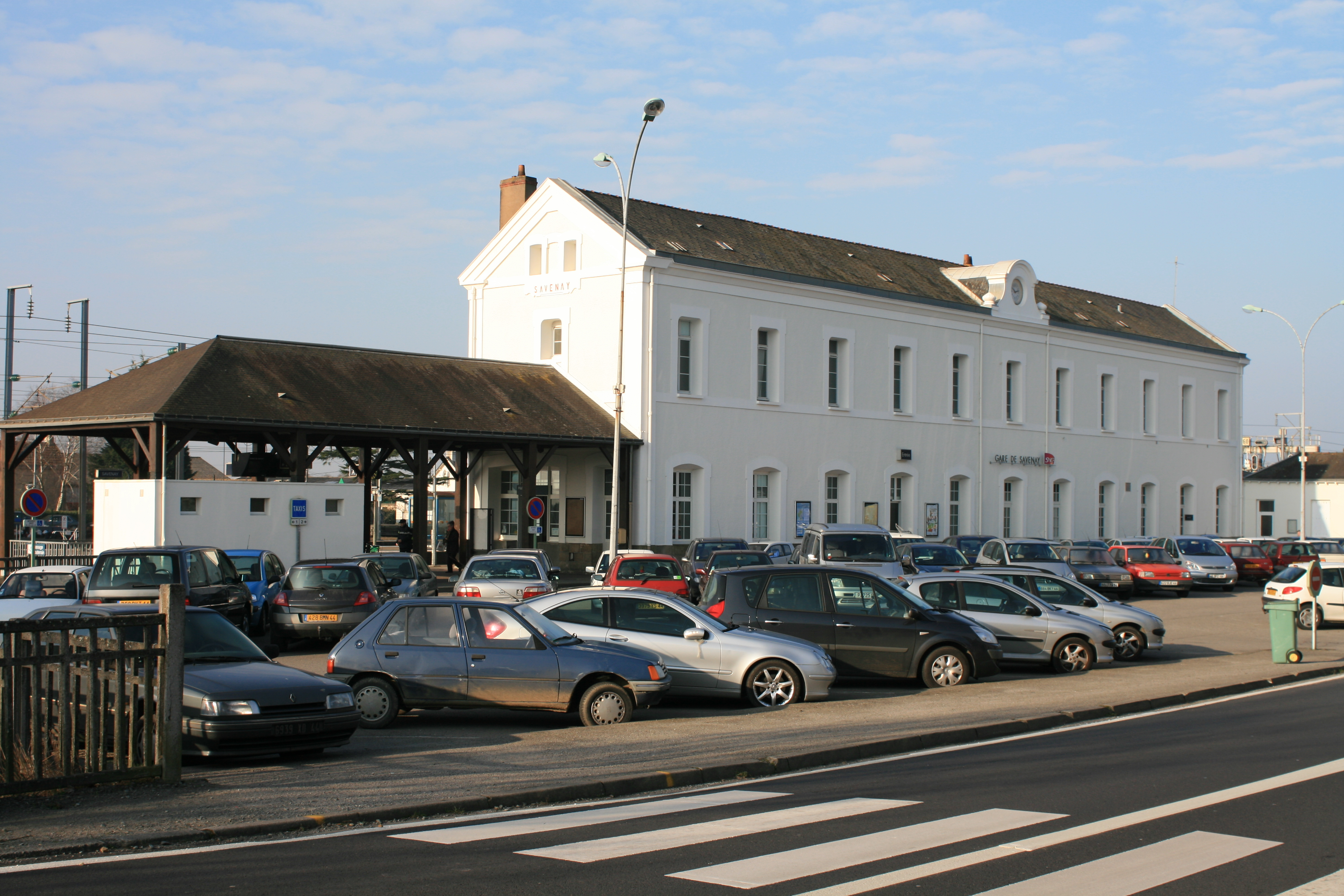
萨沃奈火车站主站房

### 公路
法国国道N165线和N171线（均为快速公路）呈“X”型在萨沃奈市区北部交汇，交汇处建有拉莫埃尔立交桥，可以与市区相连；此外多条大西洋卢瓦尔省省道连接萨沃奈。卢瓦尔河地区大区下属的卢瓦尔大西洋省城际客运开行途径萨沃奈的城市巴士，可前往南特、圣纳泽尔、康邦、布列塔尼地区维尼厄、沙托布里扬等地的汽车线路。
2017年，84.5%的萨沃奈家庭拥有至少一辆的私人汽车。2018年，萨沃奈境内共发生各类交通事故7起，造成9人受伤。

### 铁路
萨沃奈位于图尔－圣纳泽尔铁路和萨沃奈－朗代尔诺铁路上，由南特前往布列塔尼半岛和卢瓦尔河口两个方向的列车在此分叉。萨沃奈站位于市区西南部，停靠南特—勒克鲁瓦西克和南特—勒东两条线路的区域列车。

### 航空
距离萨沃奈最近的民用航空站为南特机场，距离萨沃奈市中心的公路里程约42公里。

### 城市公共交通
萨沃奈暂无城市公共交通系统。

## 政治

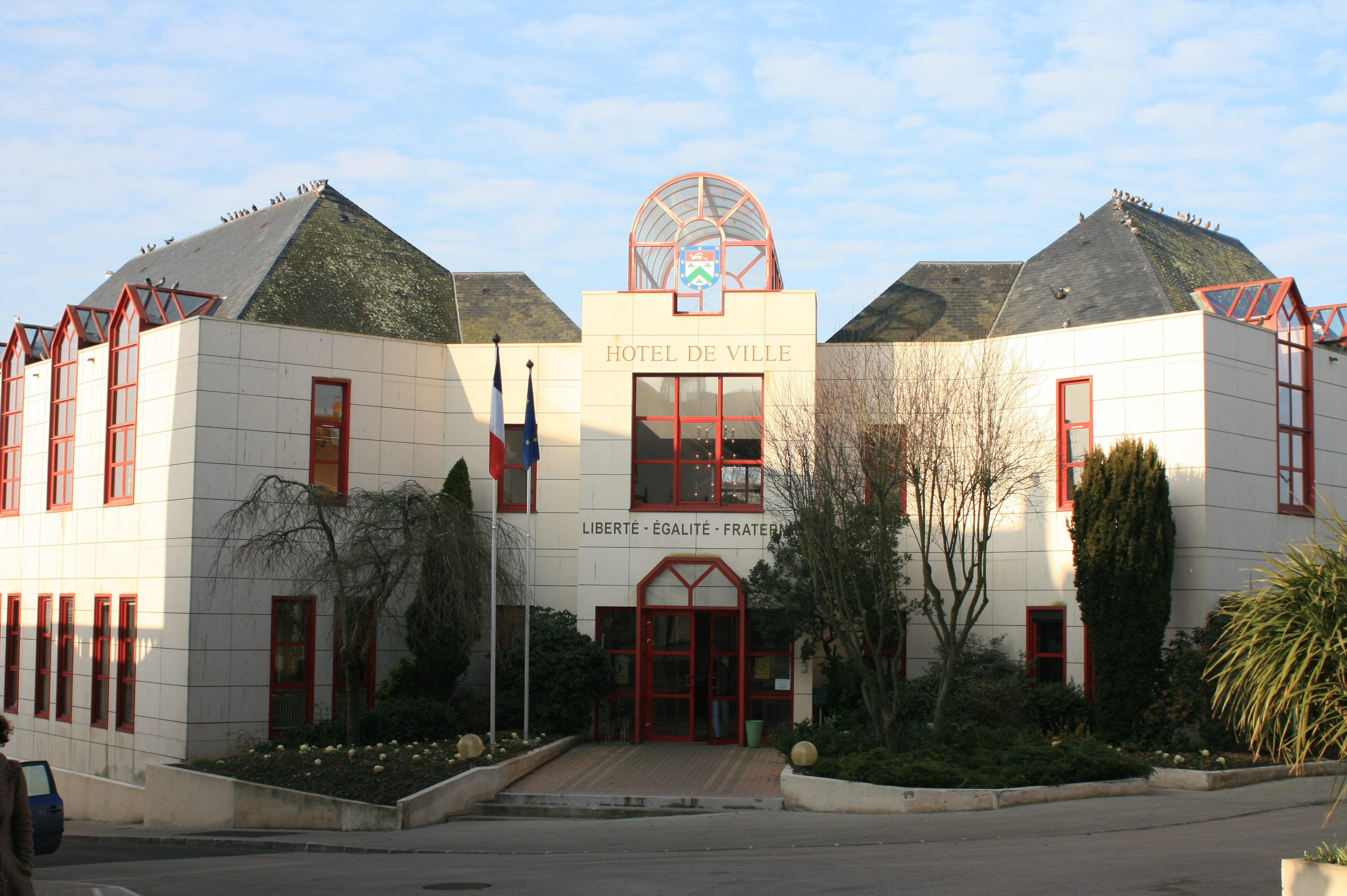
萨沃奈市政厅

萨沃奈的现任市长为米歇尔·梅扎尔先生（Michel Mézard），他是一名中间无党派人士，在2020年的市政选举中获得了53.56%的支持率。
在2017年的法国总统大选中，法国第25任总统埃马纽埃尔·马克龙在萨沃奈的第一轮选举中获得了31.07%的支持率，居所有候选人首位，但在第二轮选举中，因监管失误，当地的选票最终被取消，未能计入全国总票数。
| 萨沃奈历届市长 |                  |                   |
| 任期           | 市长             | 党派              |
| 1944年－1945年 | 菲利克斯·阿尔冈  | 不详              |
| 1945年－1959年 | 阿蒂尔·代马斯    | 不详              |
| 1959年－1965年 | 乔治·皮诺        | MRP人民共和运动   |
| 1965年－1972年 | 热拉尔·勒列夫尔  | 不详              |
| 1972年－1977年 | 皮埃尔·叙埃      | 不详              |
| 1977年－1992年 | 居伊·诺尔芒      | DVD右翼无党派人士 |
| 1992年－1995年 | 罗贝尔·雅姆      | DVD右翼无党派人士 |
| 1995年－2008年 | 让-克洛德·勒加尔 | PS社会党          |
| 2008年－2020年 | 安德烈·克兰      | DVD右翼无党派人士 |
| 2020年－       | 米歇尔·梅扎尔    | DVC混杂中间派     |

## 人口
2017年，萨沃奈市镇人口数量为8,679，在法国排名第1,187位。其中男性4,206人，女性4,473人，75岁及以上人口占6.6%，外籍人口数量为1,603人，人口密度为334人/平方公里，当地居民被称为（男性）或（女性）。2018年，萨沃奈境内出生95人，死亡人口81人。
| 年份   | 1936  | 1946  | 1954  | 1962  | 1968  | 1975  | 1982  | 1990  | 1999  | 2004  | 2009  | 2014  | 2017  |
| ------ | ----- | ----- | ----- | ----- | ----- | ----- | ----- | ----- | ----- | ----- | ----- | ----- | ----- |
| 人口數 | 3,212 | 3,705 | 3,896 | 4,134 | 4,317 | 5,046 | 5,679 | 5,314 | 5,890 | 6,608 | 7,350 | 8,255 | 8,679 |

## 经济
萨沃奈是一个区域性的中心城市，当地共有各类用人单位895家，平均历史为14年，其中98.45%为中小型企业（PME），房地产、医疗及社会服务是当地的主要就业岗位类型。

## 财政收入
2018年，萨沃奈的财政收入总额为8,425,370欧元，财政支出总额为6,984,520欧元，当年的债务总额为7,005,470欧元。
2015年，萨沃奈的人均收入总额为2,670欧元，其中高职人员为3,929欧元，普通职员为1,940欧元。
2017年，萨沃奈境内的青壮年（15至64岁）失业率为8.3%，当地43.7%的家庭拥有纳税资格。

## 社会事务

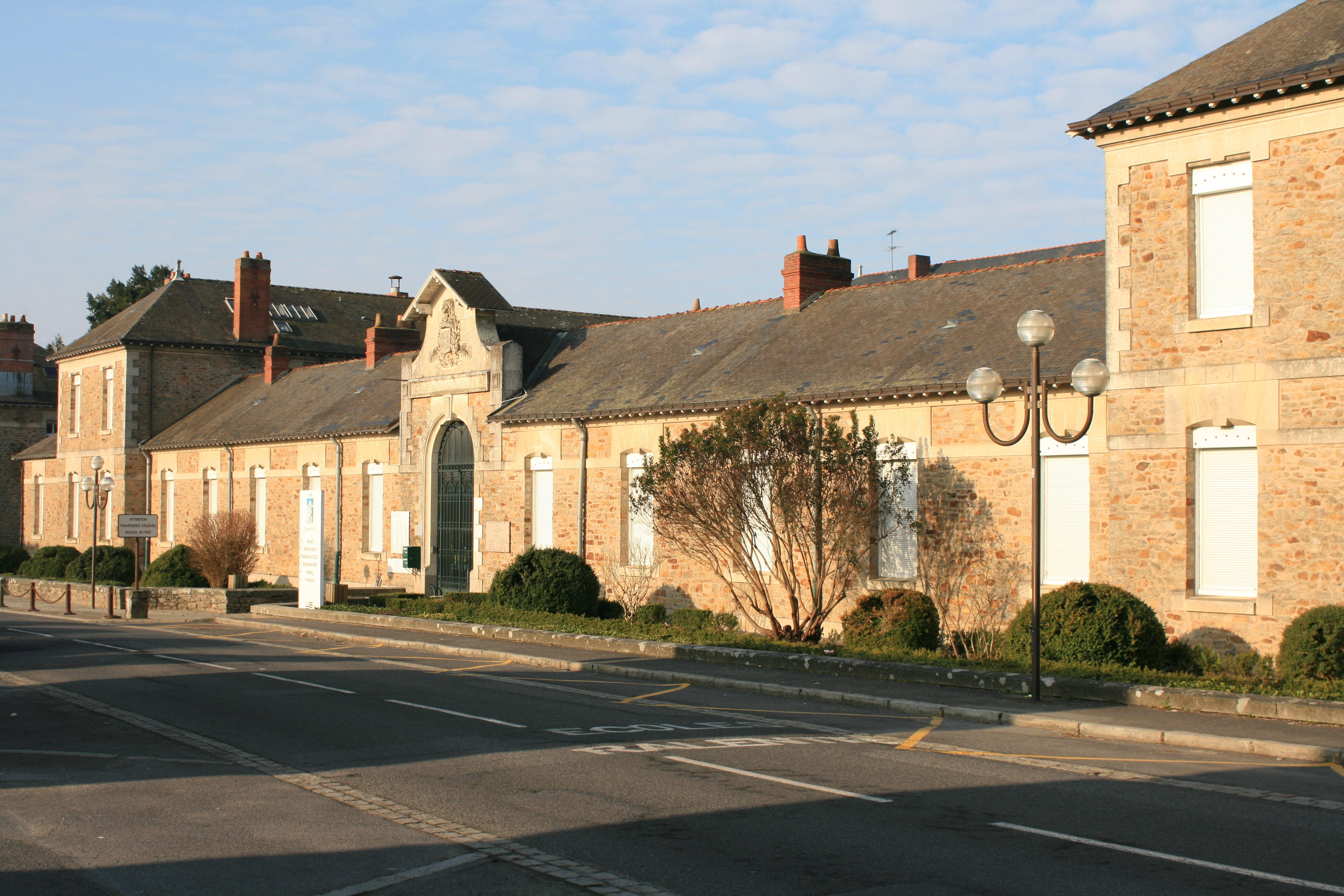
萨沃奈的一处高级中学

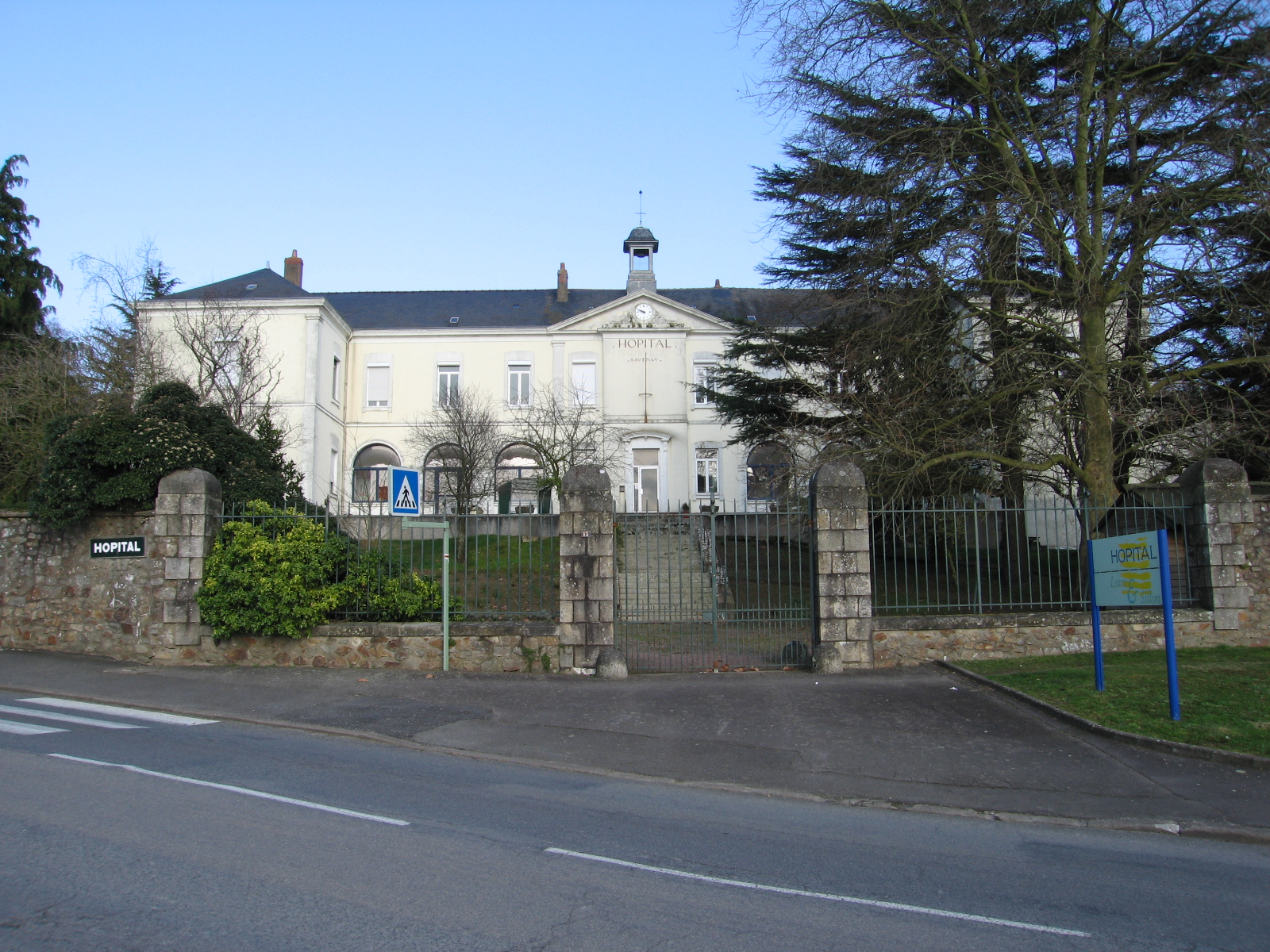
萨沃奈医院

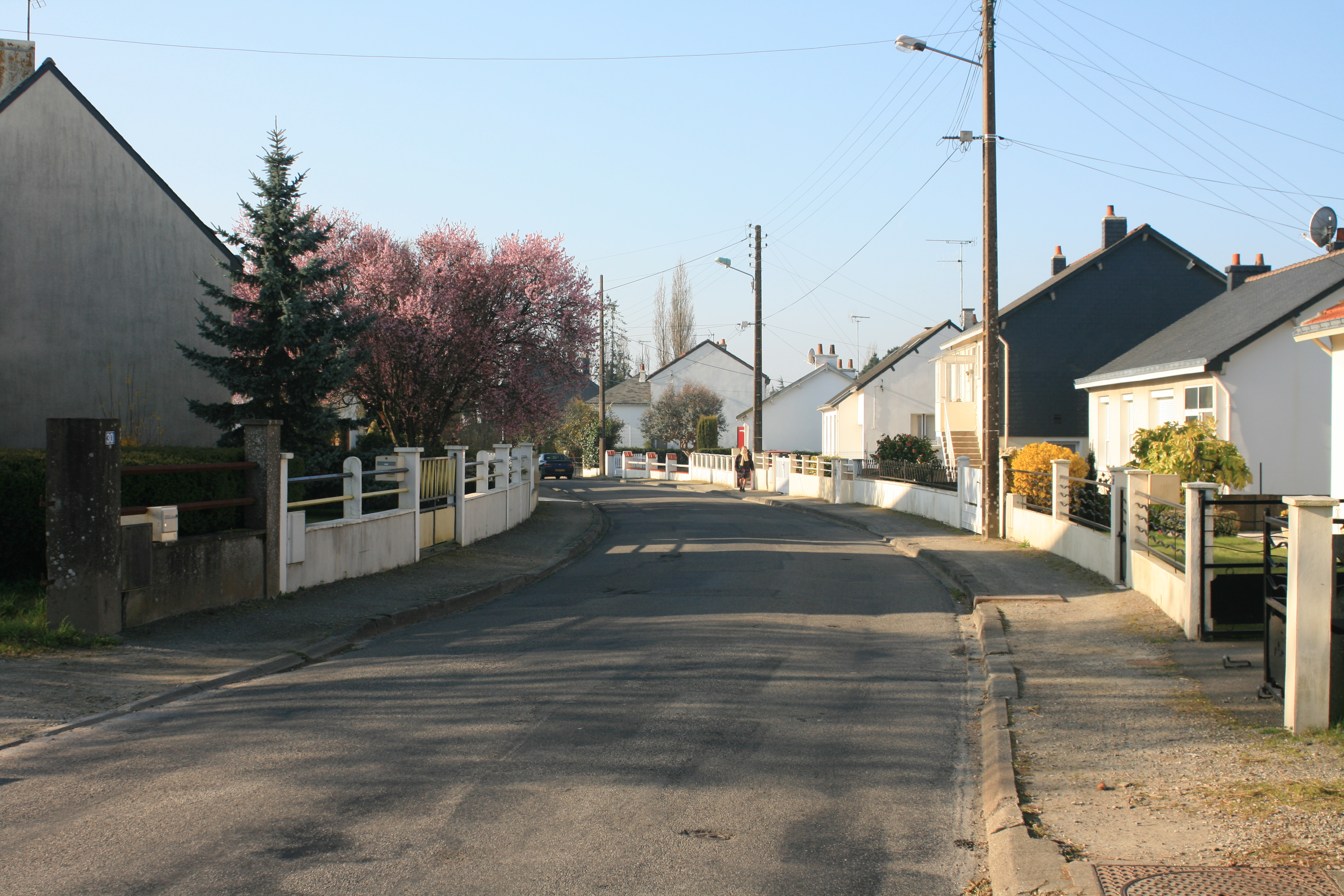
萨沃奈市中心街道

### 教育
萨沃奈属于南特学区。截止2019年1月1日，萨沃奈境内共有1所幼儿园、4所小学、3所初级中学和1所普通高中。2018至2019学年度，萨沃奈境内共有在校中等教育阶段学生2,221名。

### 医疗
截止2019年1月1日，萨沃奈境内共有全科医生10名、保健师10名、牙医6名、护士1名、耳科医生0名、眼科医生0名、皮肤科医生0名、助产士4名、儿科医生0名和妇科医生1名。境内共有药房3家、养老院3家、残疾人帮扶中心7家。
萨沃奈中心医院，全名为“河口与斜谷地方中心医院”（Hopital local Estuaire et Sillon），是法国的一个区域性医疗机构，其主病区位于萨沃奈市区，设有床位231个，是当地规模最大的公立综合性医院。

### 住房
2017年，萨沃奈境内共有各类住房3,618套，其中77.5%为独立式居民区，21.4%为集中式居民区。常住房屋占萨沃奈市镇范围内居民建筑总量的90.1%。

### 商业
2018年，萨沃奈境内共有各类实体商铺180家，其中餐厅20家、大型超市6家、杂货店3家、面包房7家、肉铺3家、书店1家、装饰品店1家、银行门店9家、美容美发店10家、汽车维修店9家。市区北部建有大型开放式商业街区。

### 体育
2019年，萨沃奈境内共有1家游泳池、3间体育馆、3座综合体育场、4处网球场、3处足球或橄榄球场、1处篮球或排球场以及1处高尔夫球场。
萨沃奈-马尔维尔-普兰基尤足球俱乐部（Savenay Malville Prinquiau Football Club）是当地的一支足球队，2020至2021赛季参加大西洋卢瓦尔省足球联赛。

### 环境
萨沃奈的环境事务由其所属的公共社区负责。2018年，萨沃奈境内共有1家污染企业。

### 治安
2018年，萨沃奈市镇范围内有1处宪兵队。
2014年，萨沃奈及附近地区共发生各类案件4,793起，其中盗窃类案件3,162起，经济类案件450起，毒品交易类案件315起。

## 文化
2019年，萨沃奈境内有1家电影院。萨沃奈市政府提供多媒体中心，向公众全年开放。

### 建筑
萨沃奈境内有多处法国国家文物保护单位，其中萨沃奈圣马丁教堂是当地的代表性建筑物。

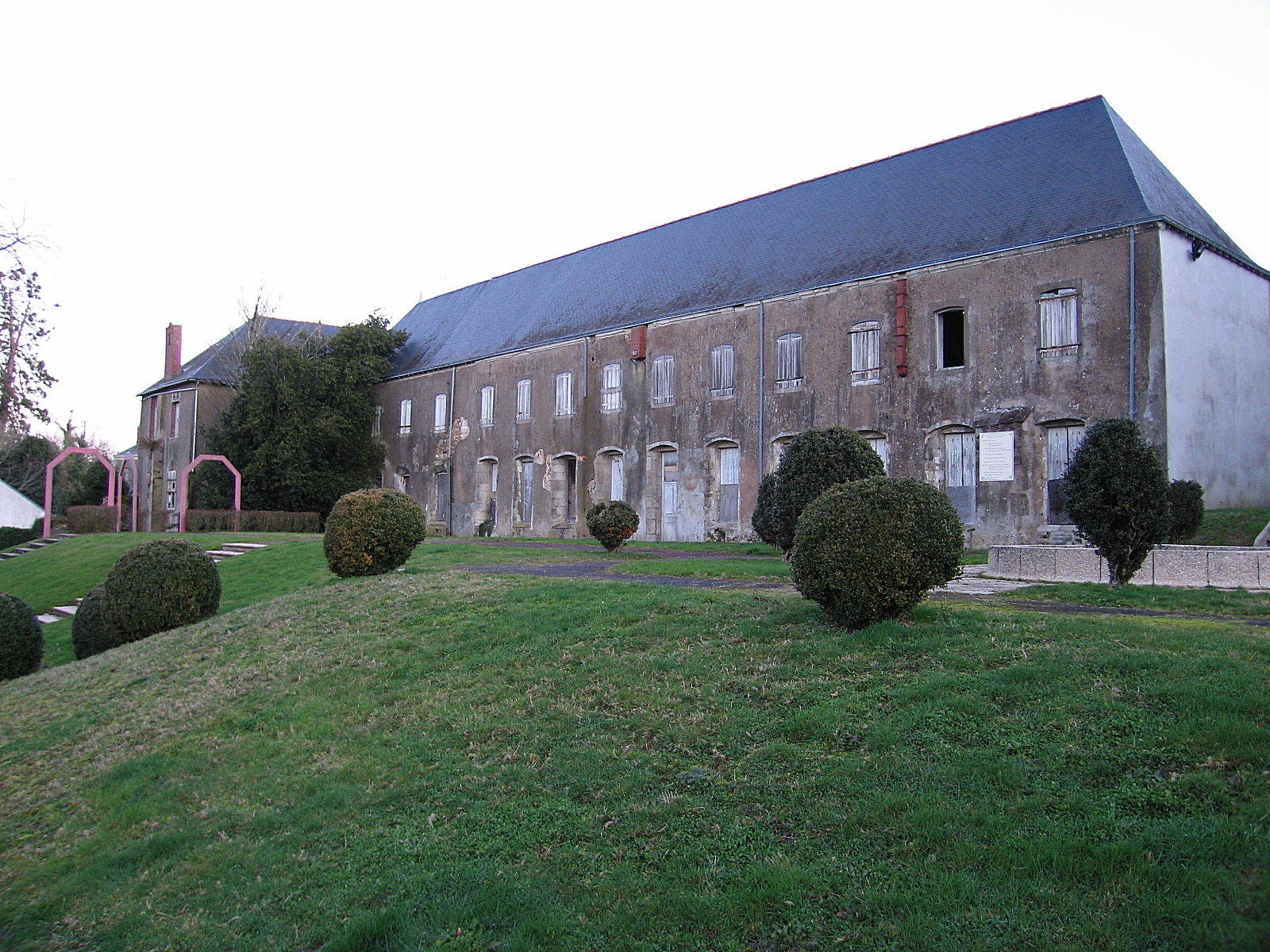
科德利埃会旧址
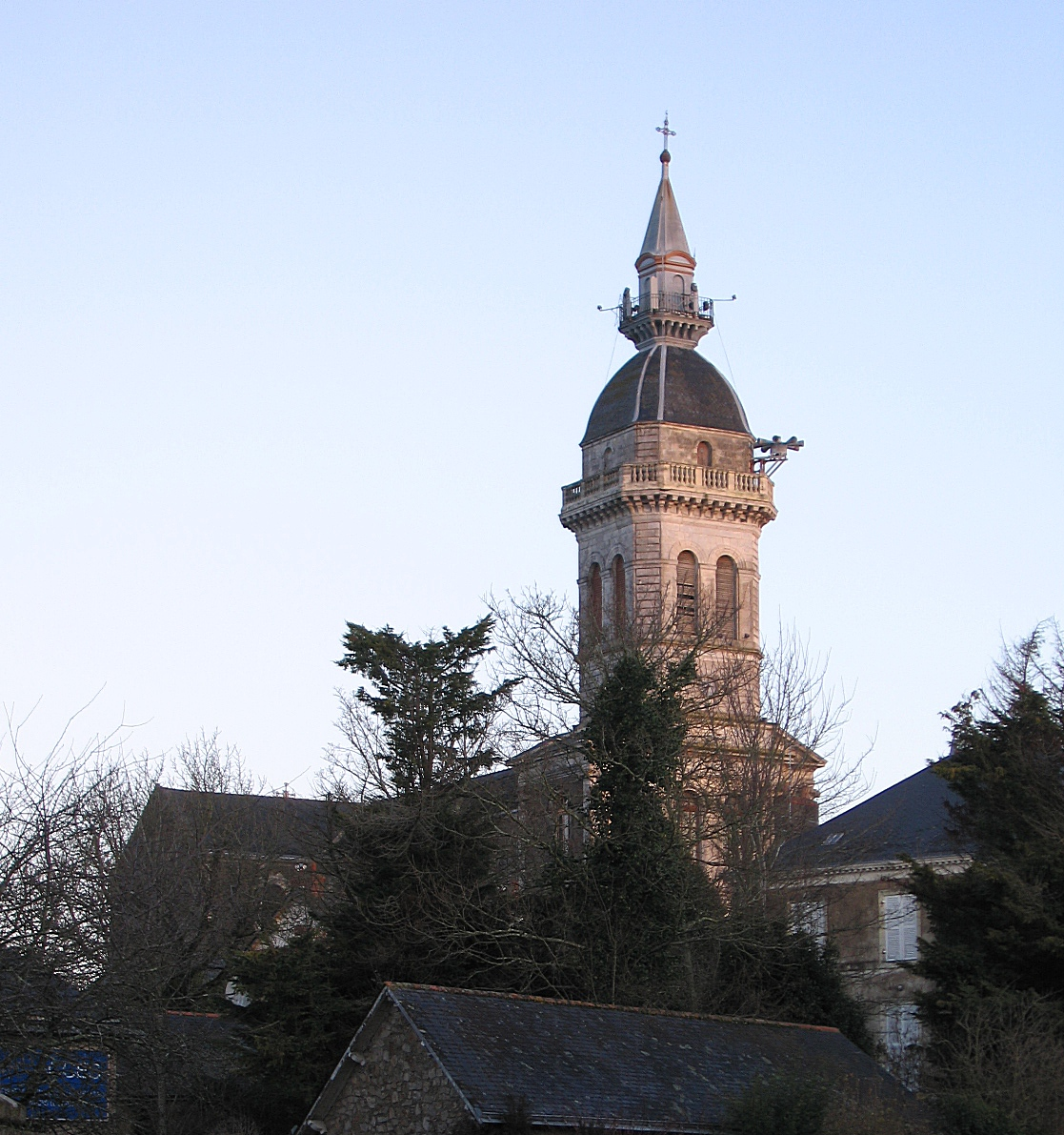
萨沃奈圣马丁教堂（法语：Église Saint-Martin de Savenay）
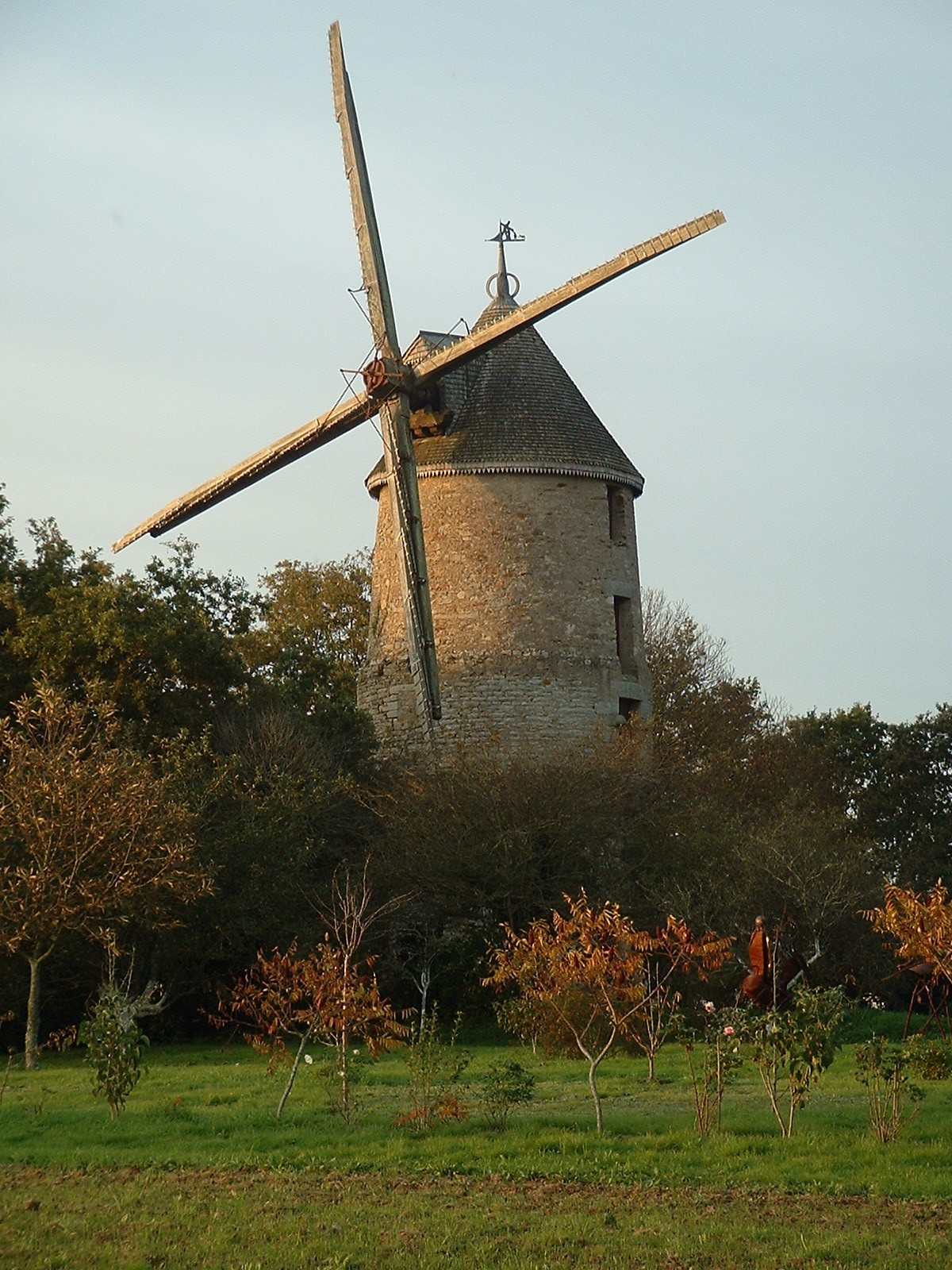
拉帕克莱磨坊
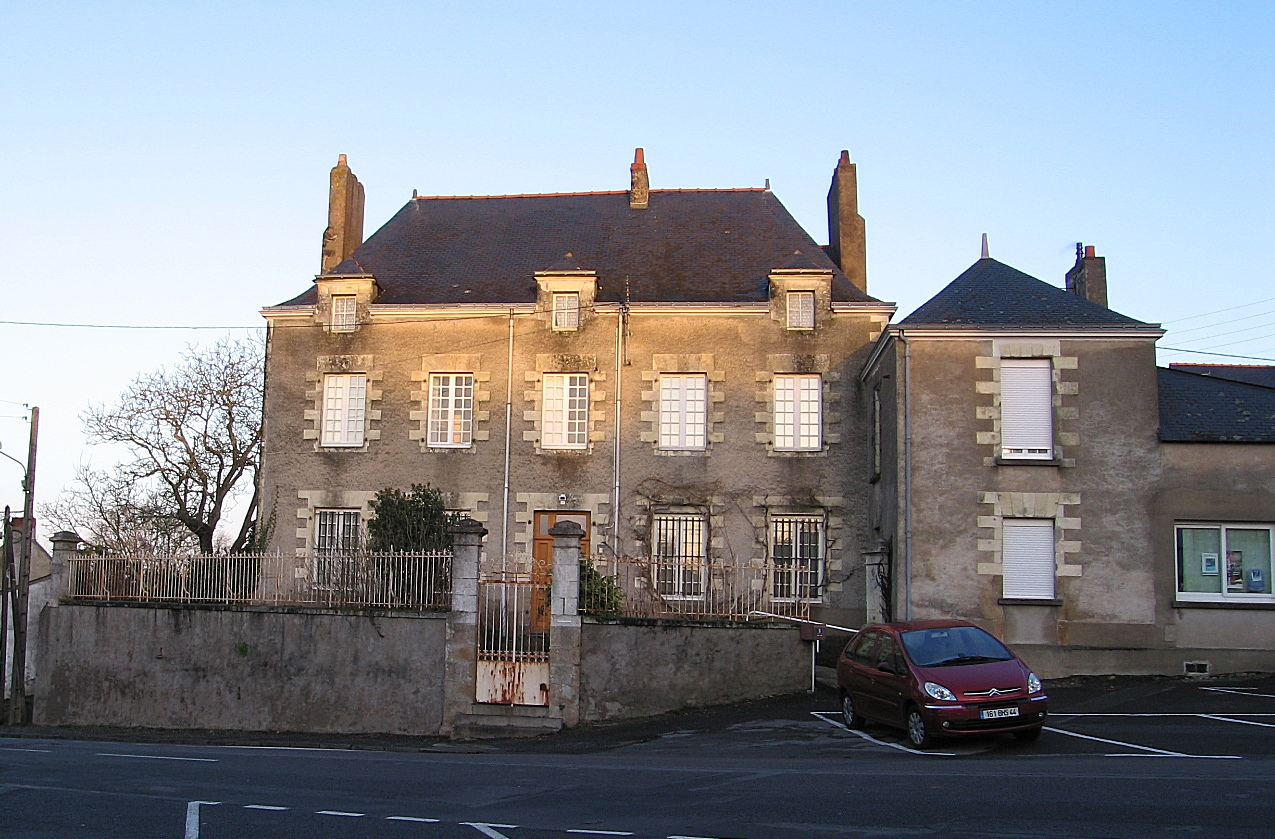
牧师教堂
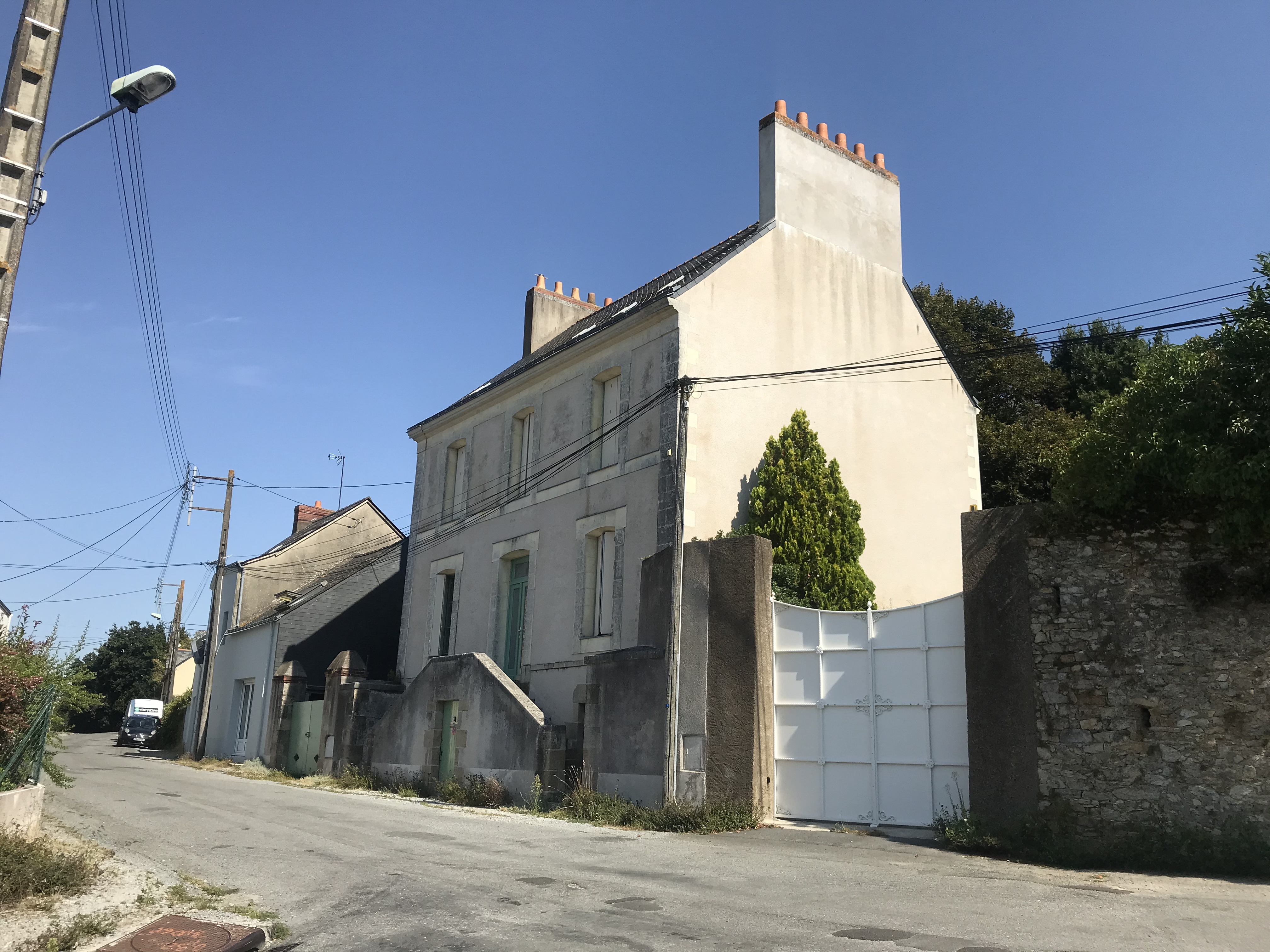
民居

### 旅游
萨沃奈的旅游事务由其所属的公共社区负责。2020年，萨沃奈境内共有5家宾馆共计106间房间；另有1个露营地，可容纳共84辆露营车。

### 媒体
法国主要的媒体均可在萨沃奈接收，法国电视三台下属的卢瓦尔河地区大区频道在部分时段播出萨沃奈所属区域的地方新闻。

## 相关人物
法国雕塑家安德烈·比泽特-兰代出生于萨沃奈。

## 友好城市
截至2020年12月，萨沃奈暂未建立任何友好城市关系。